# Lucas Calabrese
Lucas Calabrese, född den 12 december 1986 i Olivos i Argentina, är en argentinsk seglare.
Han tog OS-brons i 470 i samband med de olympiska seglingstävlingarna 2012 i London.